# 吹けよ春風
『吹けよ春風』（ふけよはるかぜ）は、1953年1月15日に公開された日本映画。東宝製作。モノクロ・スタンダード・83分。監督は谷口千吉、主演は三船敏郎。山村聡と三船が初共演した映画作品。
三船演じるタクシー運転手と客とのエピソードを中心にしたオムニバス作品。東京駅頭や明治神宮外苑等をタクシーが走る。原作は「バックミラーに映る人間性」リーダースダイジェスト日本語版より。

## スタッフ
以下のスタッフ名は東宝に従った。
- 製作：田中友幸
- 監督：谷口千吉
- 助監督：堀川弘通
- 脚本：黒澤明、谷口千吉
- 撮影：飯村正
- 音楽：芥川也寸志
- 美術：小川一男
- 録音：三上長七郎
- 照明：森茂
- 編集：笠間秀敏
- 製作担当：菅秀久

## キャスト
以下の役名と出演者名は特に記載のない限り東宝に従った。
- 松村：三船敏郎
- 若い男：小泉博
- 若い女：岡田茉莉子
- 家出の少女：青山京子
- 淡路ひかる：越路吹雪
- 酔っぱらいA：小林桂樹
- 酔っぱらいB：藤原釜足
- 老人：小川虎之助
- 老妻：三好栄子
- ガソリン屋の娘：島秋子[2]
- 強盗：三國連太郎
- 夫：山村聡
- 妻：山根寿子
- 千葉信男
- 谷　晃
- 恩田清二郎
- 勝本圭一郎
- 川越一平
- 内村国臣
- 緑川紀子
- 内田あけみ
- 東紀江

## タクシー料金100円
子供たちが自動車に乗ったことがないから「運賃100円分だけ乗せてくれ」とせがんでくる。昭和27年当時のタクシー初乗り運賃が100円だった。その後80円に値下げされている(映画の公開は昭和28年1月)。当時の国鉄の初乗りが10円、現在は147円ほどで15倍。ちなみにうどんが30円、現在500円とすると約16倍。単純計算では運賃100円は現在の1500円～1600円に相当する。なお、松村の運転するタクシーの車種については、ダッヂ1936年型やビュイック・シリーズ40など諸説ある。

## 黄色いリボン
「黄色いリボン」(She Wore a Yellow Ribbon）は19世紀のアメリカ民謡である。南北戦争時代には戦場にいる夫や恋人の無事を願う歌として広まった。その後ジョン・ウェイン主演の映画「黄色いリボン」によって世界中に知られるようになった。劇中では外苑をドライブする三船と越路による替え歌のデュエットがあり本作の見どころのひとつになっている。また宣伝用スチールには三船と越路のツーショットが採用されている。

## 併映作品
『親分の青春』
- 原作：林房雄 / 脚本：松浦健郎 / 監督：村田武雄 / 主演：二本柳寛

## DVD情報
- 朝日新聞出版の「黒澤明DVDコレクション」46巻としてDVDが2019年に発売された。
- 東宝名作セレクションとして2025年1月にDVDが発売された。